# Bonnie Tyler
Bonnie Tyler, född Gaynor Hopkins den 8 juni 1951 i Skewen i Neath Port Talbot i Wales, är en brittisk (walesisk) sångerska som är känd för låtar som "Lost in France", "It's a Heartache" och "Total Eclipse of the Heart". Hon har en karakteristisk, raspig röst och har kallats en "kvinnlig Rod Stewart".

## Biografi
Bonnie Tyler är egentligen walesiska men hennes karriär har utgått från amerikansk mark. Tylers röst är känd för att vara raspig, kraftfull och hes. Detta har stegrats på senare år, och har sin grund i att hon fick en knuta på stämbanden i mitten av 1970-talet. 1976 opererades hon; operationen misslyckades dock och hennes röst blev än raspigare. Själv tror hon att det berodde på att hon inte följde rekommendationen att inte tala på sex veckor efter operationen.
Hon slog igenom 1976 med singeln "Lost in France" som följdes upp av albumdebuten The World Starts Tonight, med måttlig framgång. 1978 fick hon en stor hit med låten "It's a Heartache" från albumet Natural Force men efter detta började karriären plana ut. 1982 bytte hon skivbolag och sökte upp Jim Steinman, som tidigare skrivit låtar åt sångaren Meat Loaf. Steinman producerade hennes nästa album Faster Than the Speed of Night och skrev två låtar varav en var megahiten "Total Eclipse of the Heart", som blev Tylers största framgång hittills. Steinman var även inblandad i hennes nästa album, Secret Dreams and Forbidden Fire från 1986. Hon har även samarbetat med Mike Oldfield. Bland annat sjöng de duetten "Islands" (1987) av Oldfield tillsammans. Under början av 1990-talet arbetade Tyler med Dieter Bohlen, och tillsammans spelade de in tre album.
Tyler representerade Storbritannien i Eurovision Song Contest 2013 med låten "Believe in Me".
Tyler är gift med Robert Sullivan, mäklare och tidigare kampsportare.

## Diskografi
Album
- 1977 – The World Starts Tonight
- 1978 – It's a Heartache
- 1978 – Natural Force
- 1979 – Diamond Cut
- 1981 – Goodbye to the Island
- 1983 – Faster Than the Speed of Night
- 1986 – Secret Dreams and Forbidden Fire
- 1988 – Hide Your Heart
- 1991 – Bitterblue
- 1992 – Angel Heart
- 1993 – Silhouette in Red
- 1995 – Free Spirit
- 1998 – All in One Voice
- 2002 – Heart & Soul
- 2003 – Heart Strings
- 2004 – Simply Believe
- 2005 – Wings
- 2006 – Celebrate
- 2006 – Bonnie Tyler Live
- 2011 – Best Of 3CD
- 2013 – Rocks and Honey
- 2019 – Between the Earth and the Stars

### DVD
- 2006 – Bonnie On Tour Live DVD (France)
- 2007 – Bonnie On Tour LIVE! DVD (Engalnd)
- 2007 – The Complete Bonnie Tyler DVD+CD (Malaysia)
- 2010 – Musas do Pop DVD (Brazil)
- 2011 – Live in Germany (CD, DVD, CD+DVD Deluxe)
- 2013 – Live and Lost in France CD+DVD